# Euphorbia hypogaea
Euphorbia hypogaea är en törelväxtart som beskrevs av Hermann Wilhelm Rudolf Marloth. Euphorbia hypogaea ingår i släktet törlar, och familjen törelväxter. Inga underarter finns listade i Catalogue of Life.